# Heyder Abas Palheta
Heyder Abas Palheta (Belém, 1 de dezembro de 1959 — Belém, 23 de fevereiro de 2021), mais conhecido simplesmente por Heyder, foi um futebolista brasileiro, que atuou como ponta-direita. Com passagens por Flamengo, e Internacional, ele ganhou o apelido de Flecha-Azul quando jogou pelo Cruzeiro.

## Carreira
Após ser reprovado na peneira do Remo, clube pelo qual seu pai torcia, Heyder iniciou sua carreira futebolística nas divisões de base do Paysandu, em 1973. Em 1978, seu primeiro ano como profissional, foi campeão paraense. Atual no Paysandu até 1981, quando foi emprestado ao Sport.
| “ | "Joguei com grandes jogadores no Sport, como Givanildo Oliveira, Merica e Roberto Coração de Leão. Era um time muito bom. Conseguimos o título de 1981 jogando contra o Náutico, vencendo dentro da Ilha do Retiro. Foi uma passagem muito rápida, mas no Sport começava a minha carreira de títulos nos clubes do futebol nacional." | ” |

De 1982 a 1984, jogou pelo Náutico. Em 1984, o Flamengo o comprou junto ao Náutico em troca de Nunes e Heitor.
| “ | "Jogar no Flamengo foi uma experiência que levo para o resto da minha vida. Eu me orgulho de ter feito parte daquele jogo que entrou para a história, aquela goleada diante do Botafogo (Fla 6–1 Bot, no Camp Brasileiro de 1985). Fiz o segundo gol, uma bola trabalhada pelo meio, com a qual, de pé esquerdo, consegui surpreender o goleiro Luiz Carlos. Lembro que o Abel Braga, técnico do Botafogo, entrou no túnel quando o jogo ainda estava 4–1. Ele sabia que a vaca estava atolada. Não tinha mais jeito." | ” |

Heyder ficou no Flamengo até setembro de 1985, onde se transferiu para o Vitória. Em 1987, jogou no Bahia. Em 1988 jogou pelo Inter, onde foi vice-campeão brasileiro por 2 vezes. Em 1990, jogou pelo Cruzeiro. Em 1991, pelo Fortaleza. Depois disso, ele operou o joelho, e se aposentou em 1993.
| “ | "Sabia que deveria parar. Vim para Belém e comprei a minha casa. Resolvi que era tempo de ficar mais próximo da família depois de 14 anos jogando fora. Não foi uma época fácil desde a operação no Cruzeiro. Entrei em depressão. Quando se está fora do futebol, os amigos esquecem de você. Quando me operei, só o Adilson Batista e o Édson Gonzaga me procuraram. O que me ajudou a superar a depressão foi voltar a Belém, ficar perto dos meus familiares, e o nascimento do meu filho." | ” |

## Morte
Morreu em fevereiro de 2021, em decorrência de complicações da Covid-19.